# Ecografia
L'ecografia o ecotomografia è un sistema di indagine diagnostica medica che non utilizza radiazioni ionizzanti, ma ultrasuoni e si basa sul principio dell'emissione di eco e della trasmissione delle onde ultrasonore.
Tale metodica viene considerata come esame di base o di filtro rispetto a tecniche di imaging più complesse come CT, imaging a risonanza magnetica, angiografia. 
L'ecografia è, in ogni caso, una procedura operatore-dipendente, poiché vengono richieste particolari doti di manualità e spirito di osservazione, oltre a cultura dell'immagine ed esperienza clinica.

## Funzionamento
La frequenza degli ultrasuoni utilizzati (che per definizione è superiore ai 20 kHz) varia da 2 MHz a 15 MHz circa, ed è scelta tenendo in considerazione che frequenze maggiori hanno maggiore potere risolutivo dell'immagine, ma penetrano meno in profondità nel soggetto. 
Oggi ogni ecografo è dotato delle cosiddette sonde real-time, in cui gli ultrasuoni sono prodotti e raccolti in sequenza in direzioni diverse, tramite modulazioni meccaniche o elettroniche della sonda.
Queste onde sono generate da un cristallo che sfrutta l'effetto piezoelettrico, inserito in una sonda mantenuta a diretto contatto con la pelle del paziente con l'interposizione di un apposito gel (che elimina l'aria interposta tra sonda e cute del paziente, permettendo agli ultrasuoni di penetrare nel segmento anatomico esaminato); la stessa sonda è in grado di raccogliere il segnale di ritorno, che viene opportunamente elaborato da un computer e presentato su un monitor.
Variando l'apertura emittente della sonda, è possibile cambiare il cono di apertura degli ultrasuoni e quindi la profondità fino alla quale il fascio può considerarsi parallelo.
In un tessuto idealmente omogeneo (a impedenza acustica caratteristica costante) l'onda procede attenuandosi in funzione del tipo di tessuto; quando l'onda raggiunge invece un punto di variazione di impedenza acustica, viene in varia misura riflessa, rifratta e diffusa. 
La percentuale riflessa (R) porta informazioni sulla differenza di impedenza (Z) tra i due tessuti, ed è pari a:
{\displaystyle R={\frac {(Z_{1}-Z_{2})^{2}}{(Z_{1}+Z_{2})^{2}}}}
Il tempo impiegato dall'onda nel percorso di andata, riflessione e ritorno viene fornito al computer, che calcola la profondità da cui è giunta l'eco, ossia della superficie o del punto di discontinuità dell'impedenza acustica, indice di ecostruttura dei tessuti disomogenea. Si possono così individuare le dimensioni dei vari organi e delle loro pareti, ed eventuali zone ipoecogene (con scarso riflesso del segnale ecografico) o iperecogene (con una riflettanza maggiore) all'interno o all'esterno dei vari organi.
Molto importante è il sistema di amplificazione degli echi ed il compenso di profondità.

### Amplificazione
Gli echi ricevuti hanno un'ampiezza ridotta rispetto all'eco incidente. La tensione generata dal cristallo a seguito dell'eco di ritorno è molto bassa, deve essere quindi amplificata prima di essere inviata ai sistemi di elaborazione e quindi di presentazione.

### Compenso di profondità
A causa dell'attenuazione degli ultrasuoni nel tessuto umano (1 dB/cm/MHz) gli echi provenienti da strutture distali saranno di minor ampiezza rispetto a quelli provenienti da strutture similari ma prossimali. Per compensare ciò è necessario amplificare maggiormente gli echi lontani rispetto a quelli più vicini. Ciò viene svolto da un amplificatore dove il guadagno aumenta in funzione del tempo (T.G.C., Time Gain Compensation) cioè in funzione della profondità di penetrazione.

## Configurazione
Sostanzialmente un ecografo è costituito da tre parti:
- una sonda che trasmette e riceve il segnale
- un sistema elettronico che:
  - pilota il trasduttore
  - genera l'impulso di trasmissione
  - riceve l'eco di ritorno alla sonda
  - tratta il segnale ricevuto
- un sistema di visualizzazione

## Sistemi di scansione
I diversi sistemi di scansione forniscono uno specifico formato dell'immagine, che a sua volta deriva dal trasduttore che si usa.

### Scansione lineare

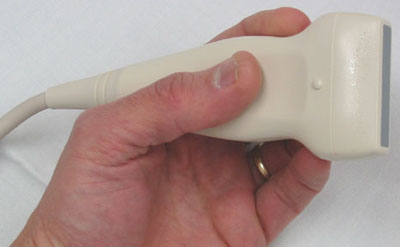
Sonda a scansione lineare

Trasduttori lineari; formato dell'immagine rettangolare. Gruppi di elementi (da 5 o 6) facenti parte di una cortina di cristalli (da 64 a 200 o più) posti in maniera contigua, vengono eccitati in successione in maniera da formare una scansione lineare.

### Scansione settoriale
Trasduttori settoriali meccanici a singolo cristallo, anulari, array; formato dell'immagine settoriale. Nel caso di un settoriale meccanico (singolo cristallo o anulare) la scansione viene data tramite un sistema di ingranaggi che fa oscillare il cristallo di un settore (normalmente 90°). Durante l'oscillazione il cristallo viene eccitato con una certa tempistica, in maniera da inviare gli impulsi ultrasonori, ricevere gli echi di ritorno e quindi permettere di creare l'immagine ultrasonora all'interno del campo di vista.

### Scansione convex
Trasduttori convex; formato dell'immagine a segmento di corona circolare. Nel caso di un trasduttore convex i cristalli vengono eccitati esattamente come nel trasduttore lineare, ma il campo di vista sarà a tronco di cono, dato che i cristalli sono posizionati su una superficie curva.

## Modi di elaborazione

### Modo A: modulazione di ampiezza
Il metodo A-mode (amplitude mode) è il metodo più basilare, ideato negli anni '40. Ogni eco viene presentata monodimensionalmente, tramite un oscilloscopio millimetrato, come un picco la cui ampiezza corrisponde all'intensità dell'eco stessa.
Ogni eco rappresenta la profondità della struttura riflettente il segnale; tale modalità necessita quindi di una buona conoscenza dell'anatomia delle strutture che giacciono sul percorso del fascio di ultrasuoni. 
Al giorno d'oggi trova impiego in pochi campi come l'oculistica, la neurologia e l'ostetricia (valutazione encefalometrica).

### Modo B: modulazione di luminosità
Ogni eco viene presentata come un punto luminoso la cui tonalità di grigio è proporzionale all'intensità dell'eco.

### Modo M:motion scan
È una rappresentazione in modo B, riferita ad un'unica sezione logitudinaledell'immagine; viene utilizzata allo scopo di visualizzare sullo schermo in tempo reale la posizione variabile di un ostacolo attraverso l'eco da esso prodotta.

### Ecografia Doppler

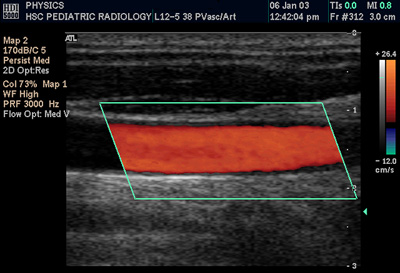
Color Doppler di una carotide.

Quando un'onda è riflessa su un oggetto in movimento, la parte riflessa cambia la propria frequenza in funzione della velocità dell'oggetto (effetto Doppler). 
L'ammontare del cambiamento della frequenza (ΔF, Doppler shift) dipende dalla velocità del bersaglio.
{\displaystyle \triangle F={\frac {2f_{0}}{C}}V\ \cos \Theta }
{\displaystyle f_{0}=} Frequenza onda incidente; {\displaystyle C=} Velocità di propagazione del suono nel tessuto umano (1540 m/s); {\displaystyle V=} Velocità di bersaglio; {\displaystyle \Theta =} Angolo di incidenza del fascio ultrasonoro con il bersaglio.
Il computer dell'ecografo, conoscendo la differenza di frequenza, può calcolare la velocità del mezzo su cui l'onda si è riflessa, mentre la profondità è nota dal tempo impiegato.
L'informazione della velocità è presentata a monitor con codifica a colori (normalmente rosso e blu) a seconda se si tratti di velocità in avvicinamento o in allontanamento; l'intensità del colore è questa volta legata alla frequenza dell'onda di ritorno; il sistema può fornire anche un segnale udibile che simula il flusso; si tratta comunque di un segnale virtuale che non esiste, utilizzato solo per comodità. Uso tipico è lo studio vascolare.
Sono possibili due modi interpretativi:
- Color Doppler: si hanno informazioni sulla velocità media del mezzo; adatto per un volume di studio ampio.
- Gated Doppler: si ottiene lo spettro di tutte le velocità presenti nel mezzo, con la loro importanza; adatto per uno studio su un particolare.

### Ecografia 3D

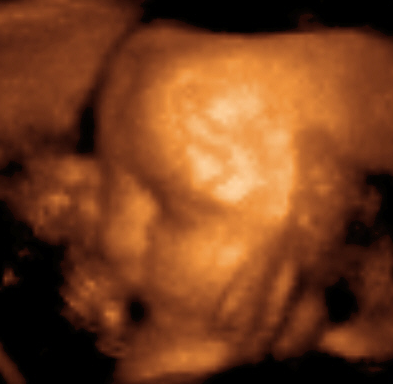
Ecografia 3D di un feto di 29 settimane.

L'evoluzione più recente è rappresentata dalla tecnica tridimensionale, la quale, a differenza della classica immagine bidimensionale, è basata sull'acquisizione, mediante apposita sonda, di un "volume" di tessuto esaminato. Il volume da studiare viene acquisito e digitalizzato in frazioni di secondo, dopo di che può essere successivamente esaminato sia in bidimensionale, con l'esame di infinite "fette" del campione (sui tre assi x, y e z), oppure in rappresentazione volumetrica, con l'esame del tessuto o dell'organo da studiare, il quale appare sul monitor come un solido che può essere fatto ruotare sui tre assi. In tal modo si evidenzia con particolare chiarezza il suo reale aspetto nelle tre dimensioni. 
Con la metodica real time, si aggiunge a tutto ciò l'effetto "movimento", per esempio il feto che si muove nel liquido amniotico.
Un'applicazione della tecnica tridimensionale è rappresentata dal sistema ecografico ABUS (Automated Breast Ultrasound System): questa tecnologia di ecografia in 3D rappresenta un’opzione di screening per le donne con tessuto mammario denso. Essa è in grado di migliorare la diagnosi precoce dei tumori invasivi della mammella rispetto all’utilizzo della sola tomosintesi; il volume 3D e l’accesso multiplanare consentono di analizzare il tumore della mammella in modo accurato, non invasivo, prima di procedere alla vista globale della mammella garantendo inoltre anche la riproducibilità dell'esame.

## Mezzo di contrasto
In ecografia può essere usato un mezzo di contrasto endovenoso costituito da microbolle di esafluoruro di zolfo, che aumentano l'ecogenicità del sangue: questa tecnica può essere utilizzata sia per studi di ecografia vascolare, sia per caratterizzare lesioni degli organi addominali (soprattutto del fegato e del rene, a volte anche della milza e del pancreas).
Il mezzo di contrasto ecografico presenta poche controindicazioni (allergia allo zolfo, cardiopatia ischemica) rispetto a quelli utilizzati in TC e risonanza magnetica: pertanto, può essere utilizzato come metodica meno invasiva, considerata anche l'assenza di radiazioni ionizzanti e di radiofrequenze o campi magnetici.
Questa tecnica fu scoperta dal Dr. Raymond Gramiak nel 1968, e chiamata contrast-enhanced ultrasound. Questa tecnica viene usata in particolar modo in ecocardiografia ed in ecografia radiologica.
Le microbolle, grazie al loro diametro, restano confinate nei vasi sanguigni, non riuscendo a fuoriuscire nel liquido interstiziale. Per questa ragione gli agenti di contrasto ecografici sono completamente intravascolari, una caratteristica che li rende un mezzo ideale per rivelare la microvascolarizzazione degli organi durante la diagnostica. 
Un tipico utilizzo clinico dell'ecografia a mezzo di contrasto consiste nella localizzazione di tumori metastatici ipervascolari, che esibiscono un assorbimento del contrasto (cinetica della concentrazione delle microbolle nel sangue) più veloce rispetto al tessuto biologico circostante sano. Inoltre l'uso di microbolle specificamente ingegnerizzate per agganciarsi ai capillari tumorali tramite l'espressione biomolecolare delle cellule cancerogene, originariamente create dal Dr. Alexander Klibanov nel 1997, fa prevedere un uso futuro dell'ecografia a mezzo di contrasto per identificare tumori in fase molto precoce.
Altre applicazioni cliniche dell'ecografia a mezzo di contrasto sono ad esempio la delineazione del ventricolo sinistro durante ecocardiografia, per ispezionare visualmente la contrattilità del miocardio a seguito di un infarto.
Infine sono anche emerse applicazioni in analisi quantitativa della perfusione per identificare la risposta del paziente verso un trattamento antitumorale allo stadio precoce (metodologia e studio clinico presentati dal Dr. Nathalie Lassau nel 2011), in modo da poter determinare la migliore terapia oncologica.

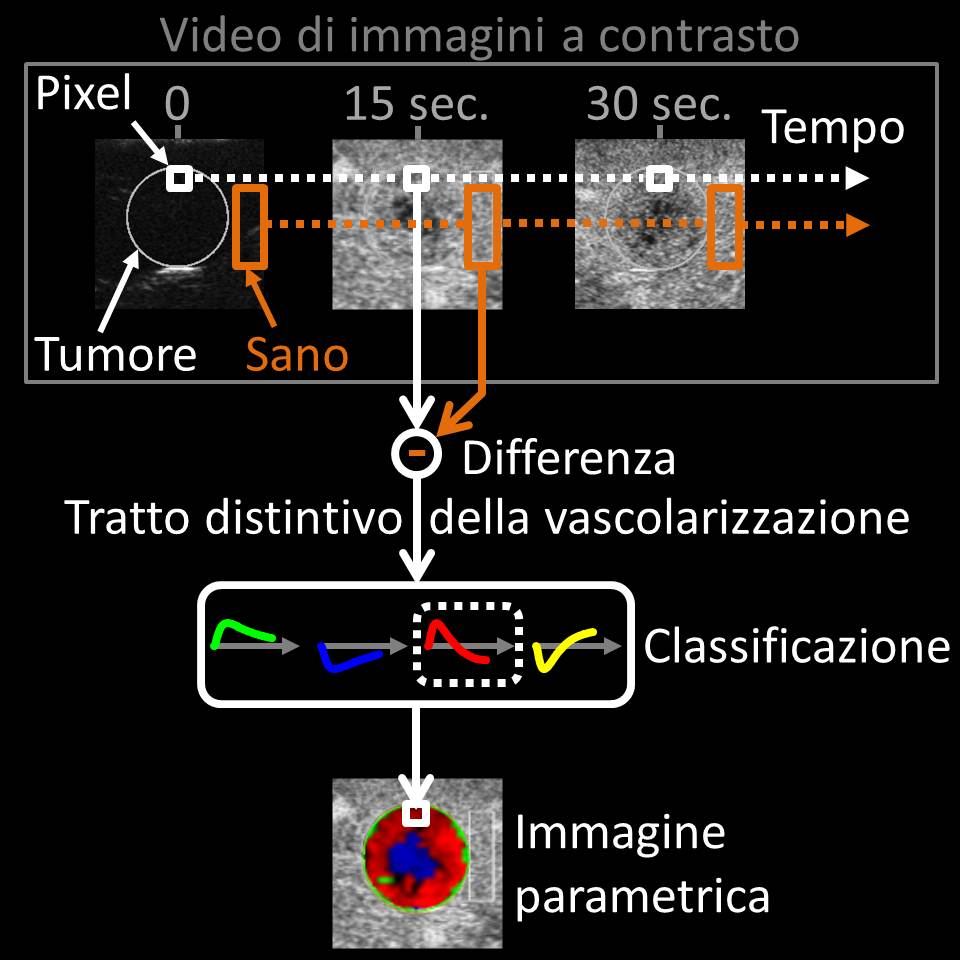
Immagine parametrica dei tratti distintivi della vascolarizzazione a seguito di esame ecografico con mezzo di contrasto.

### Immagine parametrica dei tratti distintivi della vascolarizzazione
Nell'uso oncologico dell'ecografia con mezzo di contrasto, viene utilizzato il metodo inventato dal Dr. Nicolas Rognin nel 2010. Questo metodo è pensato per essere uno strumento di aiuto nella diagnostica dei tessuti tumorali, facilitando la caratterizzazione del tipo di tessuto (benigno o maligno). 
Esso è un metodo computazionale  per analizzare una sequenza temporale di immagini ecografiche con mezzo di contrasto (sotto forma di videoclip digitale) acquisita durante l'esame ecografico del paziente. Una volta circoscritta la zona tumorale, vengono applicati due stadi di analisi del segnale ai pixel nella zona tumorale:
1. Calcolo del tratto distintivo della vascolarizzazione (differenza nell'assorbimento del contrasto rispetto al tessuto sano circostante);
2. Classificazione automatica del tratto distintivo della vascolarizzazione tramite un singolo parametro, codificato con uno dei seguenti colori:
  - verde, per un segnale continuo più elevato (assorbimento di contrasto maggiore rispetto al tessuto sano circostante)
  - blu, per un segnale continuo meno elevato (assorbimento di contrasto minore rispetto al tessuto sano circostante)
  - rosso, per un veloce incremento del segnale (assorbimento di contrasto che avviene prima rispetto al tessuto sano circostante), oppure
  - giallo, per un veloce decremento del segnale (assorbimento di contrasto che avviene più tardi rispetto al tessuto sano circostante).

Una volta che l'analisi del segnale per ogni pixel è completata, una mappa cromatica del parametro viene mostrata sullo schermo, in modo da riassumere le informazioni vascolari del tumore in una singola immagine, chiamata immagine parametrica.
Questa immagine parametrica viene interpretata dallo specialista in base al colore predominante nel tumore: rosso indica un sospetto di malignità, verde o giallo un'alta probabilità di benignità.
Il beneficio di questo metodo è quello di evitare una biopsia sistematica dei tumori benigni, o l'esposizione del paziente ad una TAC. 
Questo metodo è stato dimostrato efficace per la caratterizzazione di tumori epatici. In un contesto di screening dei tumori, questo metodo può essere potenzialmente applicabile ad altri tipi di tumori, come quelli della mammella o tumori prostatici.